# کانتون لورتو
کانتون لورتو (به اسپانیایی: Cantón Loreto) یک منطقهٔ مسکونی در اکوادور است که در Orellana Province واقع شده‌است.